# 탄주어
탄주어(呑舟魚)란 “배를 집어삼키는 물고기”라는 뜻으로, 도가 계열 중국고전에 자주 언급된다. 
『장자』 경상초에 “탄주어라 할지라도 물 밖으로 떠밀려 나오면 개미에게도 괴롭힘 당한다”고 했고, 『열자』 양주편에 “탄주어는 지류(支流)”에서 놀지 않고, 높이 나는 홍곡(기러기와 고니)은 더러운 못에 모이지 않는다”고 했다. 『사기』 혹리렬전 서문에서 “(진나라와 달리) 한나라는 법망의 그물을 탄주어도 빠져나갈 수 있을 만큼 너그러이 하였다”고 했다. 
이익의 『성호사설』 만물편에도 탄주어에게 집어삼켜졌다가 위벽을 마구 찔러 탈출한 어부가 위산 때문에 대머리가 되었다는 이야기가 있다.
현대에는 고래를 가리킨 것으로 해석하는 것이 일반적이다.